# 1868年夏威夷地震
1868年夏威夷地震是指1868年4月2日2时24分左右发生于夏威夷王国夏威夷岛的强烈地震。是次地震的地震规模为Mfa 7.9级，最大烈度为10（X）度。本次地震引发了高达13.7米的巨大海啸，共造成77人遇难，另有46栋房屋被摧毁。本次地震已被列入美国国家海洋和大气管理局显著地震列表。2008年，有学者提出了本次地震的余震活动持续至21世纪还仍未停止的观点。

## 构造机制
夏威夷王国位于北太平洋长约6000千米的夏威夷-天皇海山链的东南端，火山和地震活动都很强烈。其中，尤其以南部的基拉韦厄火山和冒纳罗亚火山最为活跃。相应地，该地区的地震活动也较为活跃。研究表明，夏威夷地区的地震活动直接或间接地与火山活动过程有密切联系。在夏威夷地区，基拉韦厄火山区的b值最高，特别是喷发前时段为2.08。有观点认为，b值上升可能对应中强程度以上的地震，但这个观点还有歧义。
夏威夷地区与岩浆活动、火山喷发系统活动直接有关的地震，要么发生在裂谷系统下面的浅部，要么在沿着火山口下面垂直的岩浆通道附近发生。这些事件多以震群形式出现，其特征分为两点，一为空间集中，二为震级不大。这些地震的发生是岩浆库和岩浆通道中体积变化或压强变化引起应力集中的结果。除此之外，一般而言，地震的孕育、发生和发展过程主要与区域作用力的方式、震源区内断面的几何学和力学性质等具有密切联系。夏威夷地区的地体中承受着由于岩浆侵入到裂谷中产生的强大水平侧向压力。
在本次地震发生前几天，即1868年3月27日开始，夏威夷地区记录到发生多次地震。每几分钟当地就要发生一次地震，其中最大的地震为同月28日发生的7.1级地震，这被证实为是1868年夏威夷地震的最大前震。

## 震害情况
本次地震引发了高达13.7米的巨大海啸，共造成77人遇难，另有46栋房屋被摧毁。在遇难者中，有46人是因被大海啸吞噬而遇难的。有许多村庄，例如阿普阿因被海啸吞噬而再也没有重建过。由约翰·戴维斯·巴黎在怀纳库建造的一座教堂坍塌，希洛地区的一些石建筑和大部分的墙也随之坍塌。
| 1868年夏威夷地震烈度情况 | 1868年夏威夷地震烈度情况                 |
| 烈度                     | 地点                                     |
| ------------------------ | ---------------------------------------- |
| X                        | 希洛、基拉韦厄、尼诺尔、帕哈拉、普纳鲁乌 |
| VIII                     | 科哈拉                                   |
| VII                      | 基亚拉凯库亚、怀皮奥谷                   |
| V                        | 火奴鲁鲁、考艾岛、拉奈城                 |

## 后续研究
1868年夏威夷地震的第一份书面记载出自于当时居住在距离震中较近的一位牧羊人弗雷德里克·施瓦兹·李曼。1975年夏威夷地震被认为是自1868年夏威夷地震同地发生同样规模的事件以来，引起后续地震的应力逐渐积累起来的结果。2008年，F·W·克莱因提出，本次地震的余震活动持续至21世纪还仍未停止。